# Prise de Mỹ Tho
Campagne de Cochinchine
Batailles
- Siège de Tourane
- Siège de Saïgon
- Kỳ Hòa
- Mỹ Tho
- Qui Nhơn
- Biên Hòa
- Vĩnh Long
- Traité de Saïgon

La prise de My Tho le 12 avril 1861 est une victoire franco-espagnole dans la campagne de Cochinchine.

## Contexte
Après la victoire de Tourane en 1859, les alliés marquaient un temps d’arrêt pour engager le gros de leurs forces dans la guerre franco-chinoise. De retour de cette expédition, l'amiral Léonard Charner débloquait le siège de Saïgon début 1861 par la victoire de Ky Hoa et décidait de pousser au sud vers Mỹ Tho.

## Le déroulement
L'expédition était commandée par le capitaine de frégate Bourdais et se composait de l'aviso Monge, des canonnières Alarme du lt de vaisseau Sauze, Mitraille lt. de vaisseau Duval, no 18 du lt. de vaisseau Peyron et no  du lt. de vaisseau de Mauduit. Les troupes se composaient de trente Espagnols, d'un mortier de montagne et de deux cents hommes. 

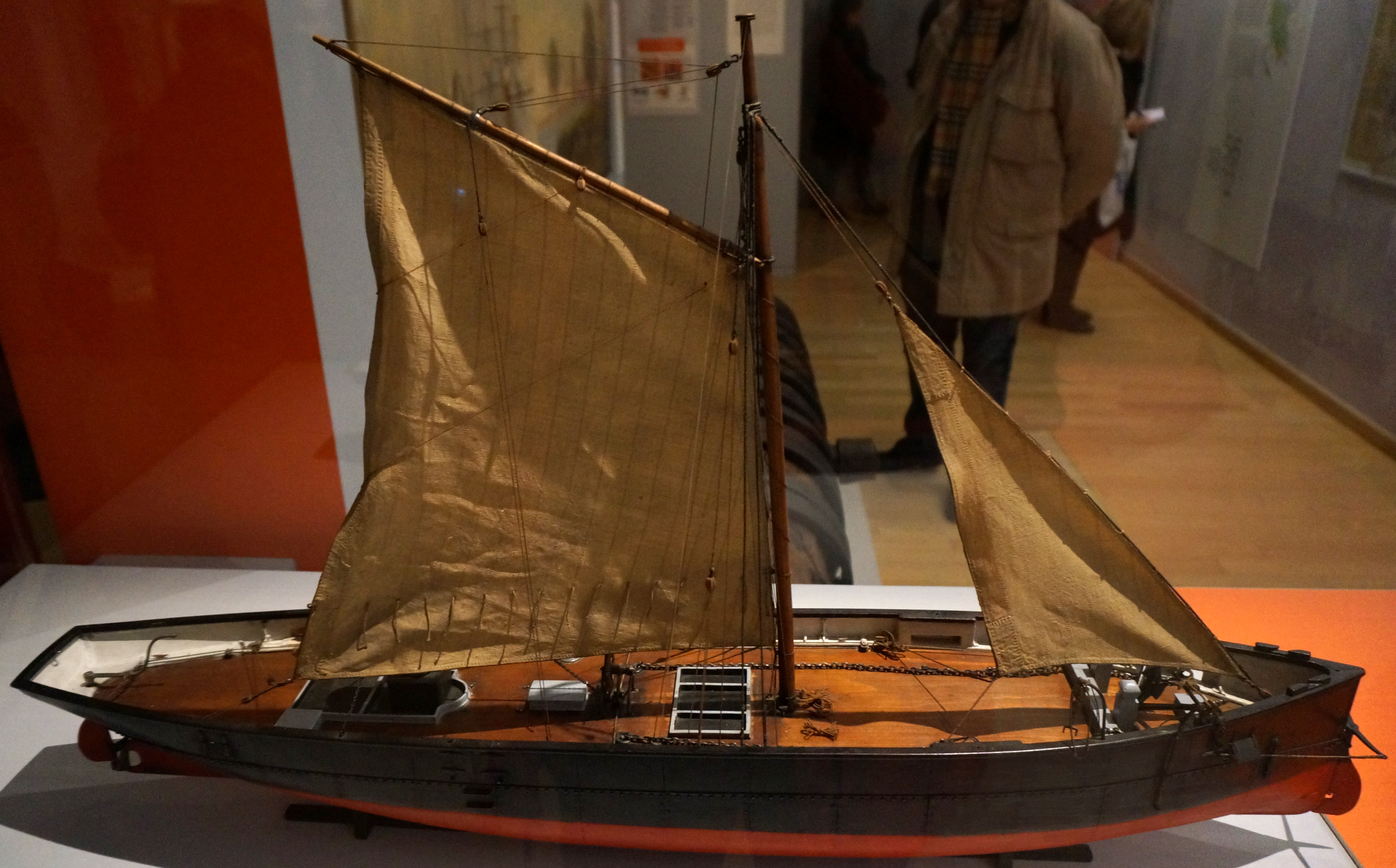
Exemple de canonnière, ici l'Arc.

Elle devait remonter l'arroyo de la Poste jusqu'à la forteresse de My Tho. L'arroyo de la Poste était défendu par une série de forts, le 1er avril ; la remontée commence par la prise de deux forts et la destruction de plusieurs barrages. 
Le 4 avril approchait, l'aviso Echo commandé par le capitaine de vaisseau Le Couriault du Quilio, aide de camp de l'amiral Charner qui prenait le commandement. Il venait avec deux compagnies d'infanterie de marine, deux cents chasseurs, une centaine de marins, deux canons de 40 et deux mortiers tous de montagne. C'était le début d'un renforcement régulier, le 8 avril les canonnières 16 du lt. de vaisseau Gougeard, 20 du lt. de vaisseau Béhic et 22 du lt. de vaisseau Salmon[Quoi ?].
Le 8 avril, les tirailleurs français affrontaient, sur la rive gauche, les tirailleurs annamites à un coude de l'arroyo pour rompre un large barrage. Les Annamites lancèrent des bateaux en feu sur les navires français, le 9 avril ils finirent par brûler seuls dans un coude de l'arroyo. Les alliés remontaient conjointement par terre et sur l'arroyo. Le 10 avril sur la rive gauche le capitaine du Chafault conduisait une reconnaissance jusqu'à Mitho alors que sur la rive droite le capitaine Bourdais déployait une troupe pour la prise d'un fort, il fut tué au début de l'affrontement, le lieu fut renommé la batterie Bourdais. L'avancée vers Mitho continuait par la prise de Tam Léon sur la rive droite. À cette date, les effectifs franco-espagnols dont de 900 h soutenu par 18 canons.
Le 11 avril, préparant l'assaut sur Mitho, le flotte de Théogène François Page qui naviguait sur le Mékong se présentait devant Mitho qui capitula sans un coup de feu le 12.

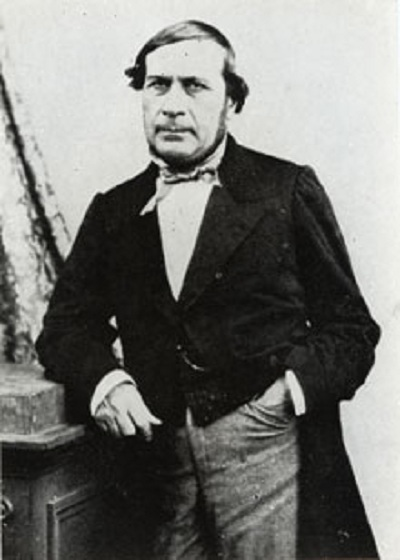
L'amiral Page, commandant la flotte du Mékong.

## Conséquences
Cette victoire marqua le milieu d'une offensive. En avril 1861, en 1862[Quand ?], c'est le tour de Biên Hòa et Vĩnh Long ; les Vietnamiens sont ainsi amenés à signer la paix en avril 1862. La guerre est rude, les forces de Tu Duc dispersées ; ainsi les trois provinces de Bien Hoa, Gia Dinh et Dinh Tuong (en) sont regroupées pour former la colonie de Cochinchine, avec Saïgon pour capitale.